# Nino Katamadze
Nino Katamadze (Kobuleti, 1972. augusztus 21. –) grúz dzsesszénekesnő.

## Pályakép
1990-től a batumi Shota Rustaveli State University-n tanult. Tanulmányai befejezése után különféle zenei projektekben vett részt. 2002-ben zajlott le az első nemzetközi turnéja Európa számos országában. A „White” című albuma 2006-ban Grúziában, Oroszországban, Finnországban, Svédországban, Ukrajnában, Franciaországban, Németországban, Olaszországban és az Egyesült Királyságban jelent meg, és eladásai meghaladták a 700 000 példányt.
2010-ben szerepelt „Bobble” című improvizációs operában, amelyet Bobby McFerrin írt és Oroszországban állítottak színpadra.

## Lemezek
- Ordinary Day
- Nino Katamadze & Insight
- Start new peaceful day (Live DVD)
- White (2006)
- Black (2006)
- Blue (2008)
- Red (2010)
- Green (2011)
- Yellow (2016)

### DVD

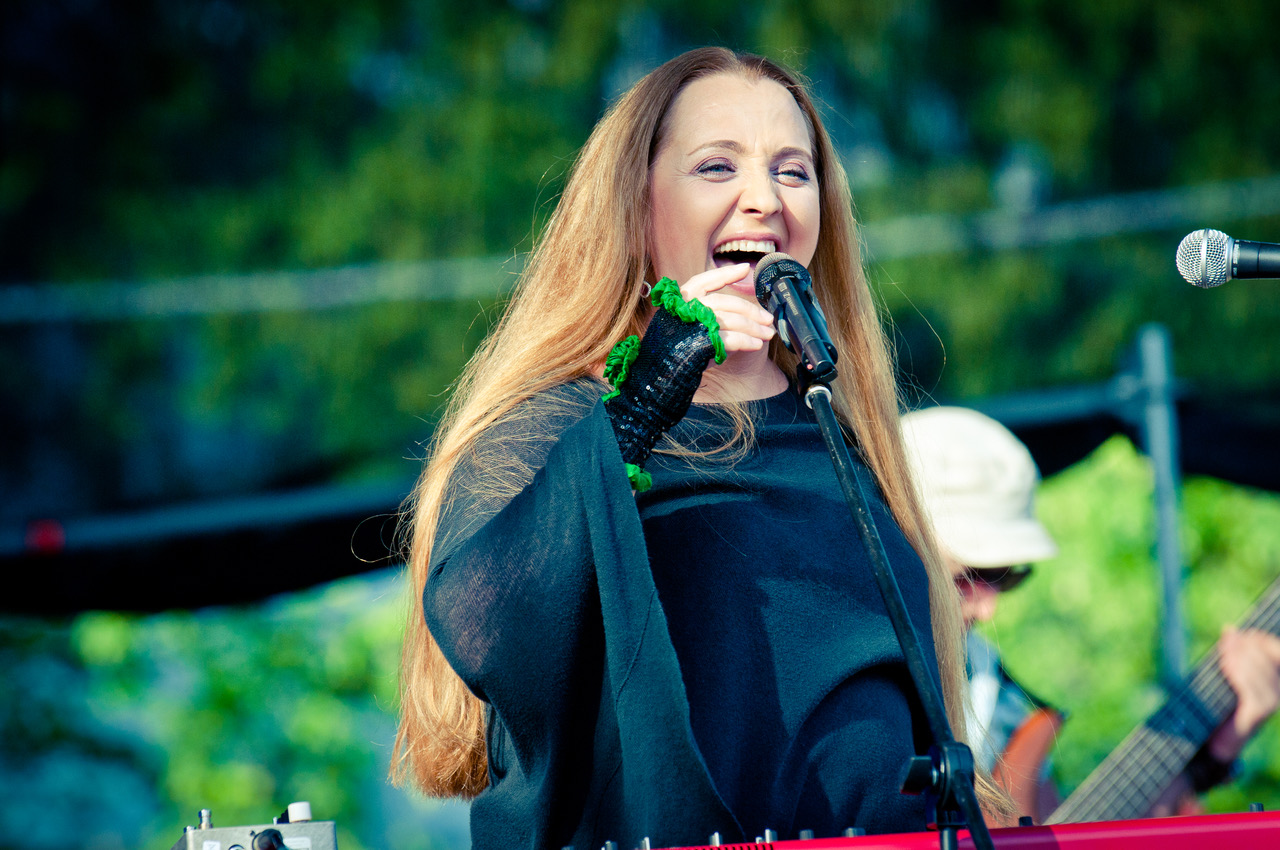
2017-ben

- Русалка[1][2] (2008)
- Red Line (2010)